# Herman Jadlowker
Herman Jadlowker   (Riga, 17 de juliol de 1877 - Tel-Aviv, 13 de maig de 1953) va ser un important tenor d'origen letó de nacionalitat russa (posteriorment israeliana) que va gaudir d'una important carrera internacional durant el primer quart del segle xx.
Els seus virtuosos enregistraments d'àries dIdomeneo i Il barbiere di Siviglia, entre d'altres, es consideren fins avui clàssics del gramòfon.

## Carrera i enregistraments
Per tal d'escapar d'una carrera comercial en la qual el seu pare va intentar forçar-lo, Jadlowker va fugir de casa com un noi de 15 anys. Va viatjar a Viena, on va estudiar cant clàssic amb Josef Gänsbacher. El 1899 (algunes fonts diuen que el 1897), va fer el seu debut operístic a Colònia al Das Nachtlager von Granada de Kreutzer. Després va aconseguir compromisos a Stettin i després a Karlsruhe. Aquí l'emperador alemany Guillem II de Prússia (el Kaiser Wilhelm II) el va sentir i va quedar tan impressionat que va oferir al tenor un contracte de cinc anys a la Royal Opera de Berlín. A banda de Berlín, Jadlowker va cantar també a Stuttgart, Hamburg, Amsterdam, Viena, Lemberg, Praga, Budapest i Boston durant el transcurs de la seva carrera.
El 1910 i el 1912, Jadlowker va aparèixer al New York Metropolitan Opera House, on va demostrar ser un dels artistes més versàtils de la companyia, tot i que les seves interpretacions van quedar eclipsades per les del gran Enrico Caruso.
Va tornar a Europa abans de l'esclat de la Primera Guerra Mundial i va continuar la seva carrera operística en diverses ciutats alemanyes. Durant la dècada de 1920, Jadlowker va cantar cada cop més a la plataforma del concert i, el 1929, va ser escollit per ser cantor en cap a la sinagoga de Riga. Posteriorment, Jadlowker es va convertir en professor de cant al Conservatori de Riga abans d'emigrar a Palestina amb la seva dona el 1938. Va ensenyar a Jerusalem i Tel-Aviv, morint a aquesta última ciutat als 75 anys.
Jadlowker posseïa una veu tenor de tons foscos, lírica i dramàtica, d'una flexibilitat extraordinària. La seva àgil tècnica vocal li va permetre cantar carreres, trills i altres adorns de coloratura amb una facilitat i precisió sorprenents (tot i que el timbre bàsic de la seva veu no era dolç ni seductor). Va realitzar un gran nombre de discos a Europa i Amèrica durant un període de 20 anys, començant el 1907. La majoria d'aquests enregistraments, que inclouen àries de compositors tan diversos com Mozart, Auber, Verdi, Rossini i Wagner, es poden escoltar en CD reedicions, principalment a les etiquetes "Marston i Preiser".